# カーイム
カーイム（1001年 - 1075年）は、アッバース朝の第26代カリフ（在位：1031年 - 1075年）である。
父親は第25代カリフであるカーディルである。人柄はよく、学識豊かでカーディルが自然死した1031年に30歳で即位した。
父親と同じく、ブワイフ朝に逆らわず、よく身を守ったが、イランの大部分を手中に収めスルタン（スルターン）の称号を称し始めたスンナ派のムスリム（イスラム教徒）である中央アジア出身の王朝セルジューク朝初代のトゥグリル・ベグは、バグダードにいるカーイムに書簡を送って忠誠を誓い、スンナ派の擁護者としてシーア派に脅かされるカリフを救い出すため、イラン・イラクを統治してカリフを庇護下に置くシーア派王朝ブワイフ朝を討つ、という大義名分を獲得した。
1055年、カーイムから招きを受けたトゥグリル・ベグはブワイフ朝のアミール・アルウマラーを追放してその勢力を駆逐してバグダードに入城し、カリフから正式にスルタンの称号を授与された。同時にカリフの居都であるバグダードにおいて、スルタンの名が支配者として金曜礼拝のフトバに詠まれ、貨幣に刻まれることが命ぜられ、スルタンという称号がイスラム世界において公式の称号として初めて認められた。そのためバグダード周辺は「バグダード・カリフ領」としてセルジューク朝およびホラズム・シャー朝の時期を通じてアッバース朝カリフの支配下になる。
その間も、よく身を守ったため平穏無事で1075年に自然死した。在位期間は父親を超える44年間である。